# Yeelen Olympique
Maillots
Le Yeelen Olympique est un club malien de football fondé en 2003 et basé à Bamako, la capitale du pays.

## Histoire
Le Yeelen Olympique est fondé en août 2003, et dispute son premier match officiel en février 2004.
Il termine vice-champion du Mali en 2020 et participe pour la première fois à la Coupe de la confédération. Le club perd son premier match continental à domicile contre le club nigérien de l'USGN sur le score de 1-0,, et fait match nul au retour (1-1), l'éliminant de la compétition.

## Palmarès
| \| - Championnat du Mali : - Vice-champion : 2019-20. - Championnat du Mali D2 (1) : - Champion : 2016-17. \| \| - Championnat du Mali D3 (1) : - Champion : 2006-07. \| |  |                                                      |
| - Championnat du Mali : - Vice-champion : 2019-20. - Championnat du Mali D2 (1) : - Champion : 2016-17.                                                                  |  | - Championnat du Mali D3 (1) : - Champion : 2006-07. |